# Primetime Emmy Award de la meilleure série télévisée dramatique
Pour les articles homonymes, voir Emmy de la meilleure série.

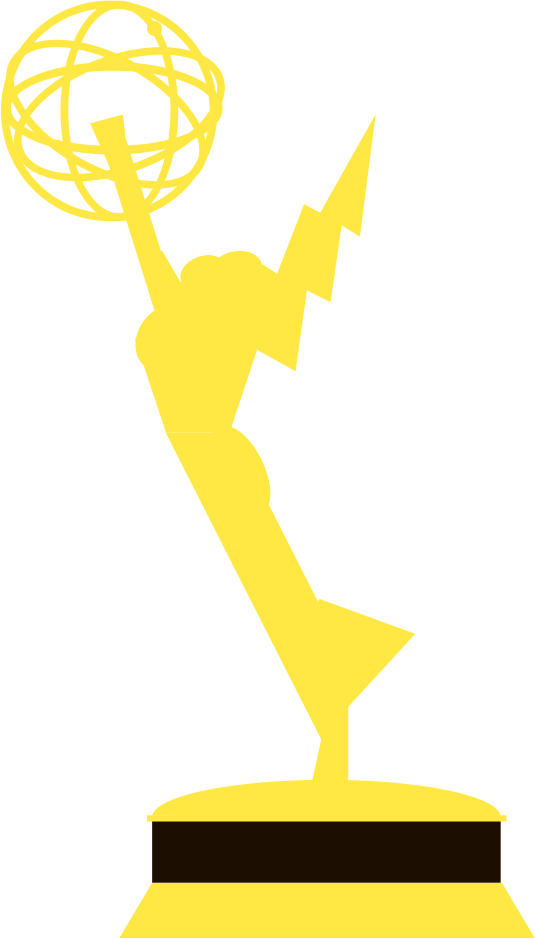

Le Primetime Emmy Award de la meilleure série dramatique (Primetime Emmy Award for Outstanding Drama Series) est une récompense de télévision remise depuis 1951 au cours de la cérémonie annuelle des Primetime Emmy Awards.

## Historique
Cette section ne s'appuie pas, ou pas assez, sur des sources secondaires ou tertiaires indépendantes du sujet.

Pour l'améliorer, ajoutez-en, ou placez des modèles {{Source secondaire souhaitée}} ou {{Source secondaire nécessaire}} sur les passages mal sourcés. (janvier 2024)
Cette catégorie est souvent citée comme étant la « catégorie principale » des cérémonies des Emmys, et elle a changé d'intitulé au cours de son histoire.
Initialement, elle était nommée Meilleure émission dramatique (Best Dramatic Show) de 1951 à 1954, puis Meilleure série dramatique (Best Dramatic Series) en 1955 et 1956. En 1957, aucun prix récompensant spécifiquement les drames n'a été attribué, mais en 1958, son nom a encore changé pour se diviser en deux nouvelles catégories : Meilleure série dramatique d'anthologie (Best Dramatic Anthology Series), et Meilleure série dramatique avec des personnages récurrents) (Best Dramatic Series with Continuing Characters). L'intitulé changea encore en 1959 pour devenir Meilleure série dramatique de moins d'une heure (Best Dramatic Series - Less Than One Hour). En 1960, le nom changea encore en Meilleur programme dans le domaine du drame (Outstanding Program Achievement in the Field of Drama), et ce nom resta utilisé jusqu'en 1964. En 1966, le nom changea en anglais avec des nuances peu perceptibles en français, avec Outstanding Dramatic Series et Outstanding Series-Drama, pour finalement arriver à l'intitulé actuel, Outstanding Drama Series, traduit en français par Meilleure série dramatique.

## Palmarès
Note : L'année indiquée est celle de la cérémonie. Les séries lauréates sont indiquées en tête de chaque catégorie et en caractères gras.

### Années 1950
- 1951 : Pulitzer Prize Playhouse
- 1952 : Westinghouse Studio One
- 1953 : Robert Montgomery Presents
- 1954 : The United States Steel Hour (en)
- 1955 : The United States Steel Hour (en)
- 1956 : Producers' Showcase
- 1957 : aucune récompense
- 1958 : Gunsmoke (série avec personnages permanents) et Playhouse 90 (série d'anthologie)
- 1959 : Alcoa-Goodyear Theatre (série de moins d'une heure) et Playhouse 90 (série d'une heure)

### Années 1960
- 1960 : Playhouse 90
- 1961 : Hallmark Hall of Fame: Macbeth
- 1962 : Les Accusés (The Defenders)
- 1963 : Les Accusés (The Defenders)
- 1964 : Les Accusés (The Defenders)
- 1965 : aucune récompense
- 1966 : Le Fugitif (The Fugitive)
- 1967 : Mission impossible (Mission: Impossible)
- 1968 : Mission impossible (Mission: Impossible)
- 1969 : NET Playhouse

### Années 1970
- 1970 : Docteur Marcus Welby (Marcus Welby, M.D.)
- 1971 : The Bold Ones: The Senator
- 1972 : Elizabeth R
- 1973 : La Famille des collines (The Waltons)
- 1974 : Maîtres et Valets (Upstairs, Downstairs)
- 1975 : Maîtres et Valets (Upstairs, Downstairs)
- 1976 : Police Story
- 1977 : Maîtres et Valets (Upstairs, Downstairs)
- 1978 : 200 dollars plus les frais (The Rockford Files)
- 1979 : Lou Grant

### Années 1980
- 1980 : Lou Grant
- 1981 : Capitaine Furillo (Hill Street Blues)
- 1982 : Capitaine Furillo (Hill Street Blues)
- 1983 : Capitaine Furillo (Hill Street Blues)
- 1984 : Capitaine Furillo (Hill Street Blues)
- 1985 : Cagney et Lacey (Cagney and Lacey)
- 1986 : Cagney et Lacey (Cagney and Lacey)
- 1987 : La Loi de Los Angeles (LA Law)
- 1988 : Génération Pub (Thirtysomething)
- 1989 : La Loi de Los Angeles (LA Law)

### Années 1990
- 1990 : La Loi de Los Angeles (LA Law)
  - Twin Peaks
  - China Beach
  - Code Quantum (Quantum Leap)
  - Génération Pub (Thirtysomething)

- 1991 : La Loi de Los Angeles (LA Law)
  - Bienvenue en Alaska (Northern Exposure)
  - China Beach
  - Code Quantum (Quantum Leap)
  - Génération Pub (Thirtysomething)

- 1992 : Bienvenue en Alaska (Northern Exposure)
  - Code Quantum (Quantum Leap)
  - Homefront
  - La Loi de Los Angeles (LA Law)
  - New York, police judiciaire (Law & Order)

- 1993 : Un drôle de shérif (Picket Fences)
  - Bienvenue en Alaska (Northern Exposure)
  - Homefront
  - Les Ailes du destin (I'll Fly Away)
  - New York, police judiciaire (Law & Order)

- 1994 : Un drôle de shérif (Picket Fences)
  - Bienvenue en Alaska (Northern Exposure)
  - New York Police Blues (NYPD Blue)
  - New York, police judiciaire (Law & Order)
  - Star Trek : La Nouvelle Génération (Star Trek: The Next Generation)

- 1995 : New York Police Blues (NYPD Blue)
  - Chicago Hope : La Vie à tout prix (Chicago Hope)
  - New York, police judiciaire (Law & Order)
  - Urgences (ER)
  - X-Files : Aux frontières du réel (The X-Files)

- 1996 : Urgences (ER)
  - Chicago Hope : La Vie à tout prix (Chicago Hope)
  - New York Police Blues (NYPD Blue)
  - New York, police judiciaire (Law & Order)
  - X-Files : Aux frontières du réel (The X-Files)

- 1997 : New York, police judiciaire (Law & Order)
  - Chicago Hope : La Vie à tout prix (Chicago Hope)
  - New York Police Blues (NYPD Blue)
  - Urgences (ER)
  - X-Files : Aux frontières du réel (The X-Files)

- 1998 : The Practice : Donnell et Associés (The Practice)
  - New York Police Blues (NYPD Blue)
  - New York, police judiciaire (Law & Order)
  - Urgences (ER)
  - X-Files : Aux frontières du réel (The X-Files)

- 1999 : The Practice : Donnell et Associés (The Practice)
  - New York Police Blues (NYPD Blue)
  - New York, police judiciaire (Law & Order)
  - Les Soprano (The Sopranos)
  - Urgences (ER)

### Années 2000
- 2000 : À la Maison-Blanche (The West Wing)
  - New York, police judiciaire (Law & Order)
  - Six Feet Under (Six Feet Under)
  - The Practice : Donnell et Associés (The Practice)
  - Urgences (ER)

- 2001 : À la Maison-Blanche (The West Wing)
  - New York, police judiciaire (Law & Order)
  - Six Feet Under (Six Feet Under)
  - The Practice : Donnell et Associés (The Practice)
  - Urgences (ER)

- 2002 : À la Maison-Blanche (The West Wing)
  - 24 Heures chrono (24)
  - Les Experts (CSI: Crime Scene Investigation)
  - New York, police judiciaire (Law & Order)
  - Six Feet Under (Six Feet Under)

- 2003 : À la Maison-Blanche (The West Wing)
  - 24 Heures chrono (24)
  - Les Soprano (The Sopranos)
  - Les Experts (CSI: Crime Scene Investigation)
  - Six Feet Under (Six Feet Under)

- 2004 : Les Soprano (The Sopranos)
  - 24 Heures chrono (24)
  - À la Maison-Blanche (The West Wing)
  - Le Monde de Joan (Joan of Arcadia)
  - Les Experts (CSI: Crime Scene Investigation)

- 2005 : Lost : Les Disparus (Lost) (ABC) 
  - 24 Heures chrono (24)
  - À la Maison-Blanche (The West Wing)
  - Deadwood
  - Six Feet Under (Six Feet Under)

- 2006 : 24 Heures chrono (24)
  - À la Maison-Blanche (The West Wing)
  - Dr House (House) (FOX)
  - Grey's Anatomy
  - Les Soprano (The Sopranos)

- 2007 : Les Soprano (The Sopranos)
  - Boston Justice (Boston Legal)
  - Dr House (House) (FOX)
  - Grey's Anatomy
  - Heroes

- 2008 : Mad Men (AMC) 
  - Boston Justice (Boston Legal)
  - Damages (FX) 
  - Dexter (Showtime) 
  - Dr House (House) (FOX)
  - Lost : Les Disparus (Lost) (ABC)

- 2009 : Mad Men (AMC) 
  - Big Love (HBO) 
  - Breaking Bad (AMC) 
  - Damages (FX) 
  - Dexter (Showtime) 
  - Dr House (House) (FOX)
  - Lost : Les Disparus (Lost) (ABC)

### Années 2010
- 2010 : Mad Men (AMC) 
  - Breaking Bad (AMC) 
  - Dexter (Showtime) 
  - The Good Wife (CBS) 
  - Lost : Les Disparus (Lost) (ABC)
  - True Blood (HBO)

- 2011 : Mad Men (AMC) 
  - Boardwalk Empire (HBO) 
  - Dexter (Showtime) 
  - The Good Wife (CBS) 
  - Friday Night Lights (NBC) 
  - Game of Thrones (HBO)

- 2012 : Homeland (Showtime) 
  - Boardwalk Empire (HBO) 
  - Breaking Bad (AMC) 
  - Downton Abbey (ITV1) 
  - Mad Men (AMC) 
  - Game of Thrones (HBO)

- 2013 : Breaking Bad (AMC) 
  - Downton Abbey (ITV1) 
  - Homeland (Showtime) 
  - House of Cards (Netflix) 
  - Mad Men (AMC) 
  - Game of Thrones (HBO)

- 2014 : Breaking Bad (AMC)
  - Downton Abbey (ITV1) 
  - Game of Thrones (HBO) 
  - House of Cards (Netflix) 
  - Mad Men (AMC) 
  - True Detective (HBO)

- 2015 : Game of Thrones (HBO) 
  - Better Call Saul (Netflix) 
  - Downton Abbey (ITV1) 
  - Homeland (Showtime) 
  - Mad Men (AMC) 
  - House of Cards (Netflix) 
  - Orange Is the New Black (Netflix)

- 2016 : Game of Thrones (HBO) 
  - The Americans (FX) 
  - Better Call Saul (Netflix) 
  - Downton Abbey (ITV1)
  - Homeland (Showtime) 
  - House of Cards (Netflix) 
  - Mr. Robot (USA Network)
- 2017 : The Handmaid's Tale : La Servante écarlate (The Handmaid's Tale) (Hulu) 
  - Better Call Saul (Netflix) 
  - The Crown (Netflix) 
  - House of Cards (Netflix) 
  - Stranger Things (Netflix) 
  - This Is Us (NBC) 
  - Westworld (HBO)

- 2018 : Game of Thrones (HBO) 
  - The Americans (FX) 
  - The Crown (Netflix) 
  - The Handmaid's Tale : La Servante écarlate (The Handmaid's Tale) (Hulu) 
  - Stranger Things (Netflix) 
  - This Is Us (NBC) 
  - Westworld (HBO)

- 2019 : Game of Thrones (HBO)
  - Better Call Saul (AMC) 
  - Bodyguard (BBC) 
  - Killing Eve (BBC America)
  - Ozark (Netflix) 
  - Pose (FX) 
  - Succession (HBO) 
  - This Is Us (NBC)

### Années 2020
- 2020 : Succession (HBO)
  - Better Call Saul (AMC)
  - The Crown (Netflix)
  - The Handmaid's Tale : La Servante écarlate (Hulu)
  - Killing Eve (BBC)
  - The Mandalorian (Disney+)
  - Ozark (Netflix)
  - Stranger Things (Netflix)

- 2021 : The Crown (Netflix)
  - La Chronique des Bridgerton (Netflix) 
  - Lovecraft Country (HBO) 
  - Pose (FX) 
  - The Boys (Prime Video) 
  - The Handmaid's Tale : La Servante écarlate (Hulu) 
  - The Mandalorian (Disney +) 
  - This Is Us (NBC)

- 2022 : Succession
  - Better Call Saul (AMC)
  - Euphoria (HBO)
  - Ozark (Netflix)
  - Severance (Apple TV+)
  - Squid Game (Netflix)
  - Stranger Things (Netflix)
  - Yellowjackets (Prime Video)

- 2023 : Succession (HBO)
  - Andor (Disney +)
  - Better Call Saul (AMC)
  - Yellowjackets (Prime Video)
  - House of the Dragon (HBO)
  - The Crown (Netflix)
  - The Last of Us (HBO)
  - The White Lotus (HBO)

- 2024 : Shōgun
  - The Crown
  - Fallout
  - The Gilded Age
  - The Morning Show
  - Mr. et Mrs. Smith
  - Slow Horses
  - Le Problème à trois corps

## Statistiques
- Si vous ne connaissez pas le sujet, laissez ce bandeau (vous pouvez alors contacter les auteurs).
- Si vous supprimez le contenu mis en cause (vous pouvez préalablement contacter les auteurs),

argumentez précisément cette suppression dans la page de discussion
(un manque de référence n'est pas un argument ; une recherche réelle de référence doit avoir été effectuée, être formellement documentée).

### Nominations multiples
11 : New York, police judiciaire
8 : Mad Men
7 : Game of Thrones, À la Maison-Blanche, Urgences, Les Soprano, Westinghouse Studio One
6 : Capitaine Furillo, Hôpital St Elsewhere, La Loi de Los Angeles, New York Police Blues, Better Call Saul
5 : House of Cards, 24 Heures chrono, Breaking Bad, Cagney et Lacey, Columbo, Lou Grant, Downton Abbey, The Crown
4 : Bienvenue en Alaska, Dexter, Dr House, Génération Pub, Lost : Les Disparus, The Philco-Goodyear Television Playhouse, The Practice : Donnell et Associés, X-Files : Aux frontières du réel, Homeland, Succession
3 : 200 dollars plus les frais, Les Accusés, China Beach, Code Quantum, Les Espions, Les Experts, Fame, La Famille des collines, Family, L'Homme de fer, Magnum, Maîtres et Valets, Mission impossible, Naked City, Police Story, Robert Montgomery Presents, Les Rues de San Francisco,  The United States Steel Hour (en), La Vie à tout prix, Six Feet Under, Stranger Things
2 : , This Is Us, , The Americans, Les Ailes du destin, Alfred Hitchcock Theatre, Baretta, Boardwalk Empire, La Belle et la Bête, Boston Justice, Celanese Theatre, Clair de lune, Chapeau melon et bottes de cuir, Dallas, Damages, The Dick Powell Show (en), Grey's Anatomy, The Good Wife, The Handmaid's Tale : La Servante écarlate, Killing Eve, Kojak, Kraft Television Theatre, Les Incorruptibles, Ozark, Playhouse 90, Pulitzer Prize Playhouse, Quincy, Star Trek, This Is Us, Un drôle de shérif, Westworld, The White Shadow, Yellowjackets

### Récompenses multiples
4 : À la Maison-Blanche, Capitaine Furillo, La Loi de Los Angeles, Mad Men, Game of Thrones
3 : Les Accusés, Maîtres et Valets, Playhouse 90, Succession
2 : Breaking Bad, Cagney et Lacey, Lou Grant, Mission impossible, The Practice : Donnell et Associés, Les Soprano, Un drôle de shérif, The United States S